# Doolittle (Texas)
Doolittle è un census-designated place degli Stati Uniti d'America situato nella contea di Hidalgo dello Stato del Texas.
La popolazione era di 2.769 persone al censimento del 2010. Fa parte dell'area metropolitana di McAllen–Edinburg–Mission e Reynosa–McAllen.

## Geografia fisica
Doolittle è situata a 26°21′52″N 98°07′17″W (26.364570, -98.121522).
Secondo lo United States Census Bureau, ha un'area totale di 4,3 miglia quadrate (11 km²).

## Società

### Evoluzione demografica
Secondo il censimento del 2000, c'erano 2.358 persone, 543 nuclei familiari e 508 famiglie residenti nella città. La densità di popolazione era di 554,2 persone per miglio quadrato (213,7/km²). C'erano 599 unità abitative a una densità media di 140,8 per miglio quadrato (54,3/km²). La composizione etnica della città era formata dal 46,48% di bianchi, lo 0,08% di afroamericani, lo 0,25% di nativi americani, lo 0,08% di asiatici, il 50,81% di altre razze, e il 2,29% di due o più etnie. Ispanici o latinos di qualunque razza erano il 95,97% della popolazione.
C'erano 543 nuclei familiari di cui il 68,5% aveva figli di età inferiore ai 18 anni, il 76,1% aveva coppie sposate conviventi, il 13,3% aveva un capofamiglia femmina senza marito, e il 6,4% erano non-famiglie. Il 5,0% di tutti i nuclei familiari erano individuali e il 2,4% aveva componenti con un'età di 65 anni o più che vivevano da soli. Il numero di componenti medio di un nucleo familiare era di 4,34 e quello di una famiglia era di 4,50.
La popolazione era composta dal 43,3% di persone sotto i 18 anni, il 12,0% di persone dai 18 ai 24 anni, il 28,4% di persone dai 25 ai 44 anni, il 13,2% di persone dai 45 ai 64 anni, e il 3,1% di persone di 65 anni o più. L'età media era di 22 anni. Per ogni 100 femmine c'erano 97,8 maschi. Per ogni 100 femmine dai 18 anni in giù, c'erano 96,2 maschi.
Il reddito medio di un nucleo familiare era di 23.403 dollari e quello di una famiglia era di 24.792 dollari. I maschi avevano un reddito medio di 15.469 dollari contro i 14.853 dollari delle femmine. Il reddito pro capite era di 6.349 dollari. Circa il 35,9% delle famiglie e il 41,1% della popolazione erano sotto la soglia di povertà, incluso il 47,6% di persone sotto i 18 anni e il 56,4% di persone di 65 anni o più.